# Lithurgus unifasciatus
Lithurgus unifasciatus là một loài Hymenoptera trong họ Megachilidae. Loài này được Radoszkowski mô tả khoa học năm 1882.